# Адольф Олланд
Адольф Георг Олланд (нід. Adolf Georg Olland; 13 квітня 1867, Утрехт – 22 липня 1933, Гаага) був провідним голландським шахістом до початку кар'єри Макса Ейве. За професією був лікарем.
Олланд посів 3-тє місце в Амстердамі 1887 (переміг Дірк ван Форест); поділив 1-ше в Амстердамі 1889 (Hauptturnier); посів 2-ге (позаду Рудольфа Ломана в Утрехті 1891; посів 5-те в Гронінгені 1893 (переміг Ломан); посів 2-ге (позаду Ломана) в Роттердамі 1894; поділив 1-ше в Арнхеймі 1895; посів 2-ге в Амстердамі 1899 (позаду Генрі Ернеста Аткінса; посів 2-ге (позаду Рудольфа Свідерського в Мюнхені 1900 (12-й конгрес НШС, Hauptturnier).
Переміг у Гарлемі 1901; посів 8-ме місце в Ганновері 1902 (13-й конгрес НШС, переміг Давид Яновський); посів 19-те в Карлсбаді 1907 (переміг Акіба Рубінштейн). Поділив 1-ше місце Абрахамом Спеєром у Лейдені 1909 (1-й чемпіонат Нідерландів з шахів); посів 4-те в Стокгольмі 1912 (8-й Nordic Chess Championship, переміг Олександр Алехін); посів 3-тє в Схевенінгені 1913 (переміг Алехін).
Поділив 7-8-ме місця в Гастінгсі 1919 (Victory Congress, переміг Хосе Рауль Капабланка); поділив 14-15-те в Гетеборзі (турнір B, переміг Пауль Йонер); посів 3-тє місце в Утрехті 1920 (чотирикутник, переміг Ґеза Мароці); поділив 3-4-те в Неймегені 1921 (5-й чемпіонат Нідерландів, переміг Макс Ейве); посів 18-те в Схевенінгені 1923 (перемогли Пауль Йонер і Рудольф Шпільман); посів 3-тє в Утрехті 1927 (чотирикутник, переміг Ейве); посів 7-ме в Амстердамі 1929 (8-й чемпіонат Нідерландів, переміг Ейве); посів 8-ме в Гаазі-Лейдені 1933 (9-й чемпіонат Нідерландів, переміг Ейве).
Олланд був дуже активний у матчевій грі, загалом 29 матчів, з них 28 у його рідному місті Утрехті.
Переміг більшість голландських гравців, крім двох поразок Ейве, але програв таким зарубіжним майстрам як: Ґеза Мароці, Ріхард Реті та Едґар Колле. Помер від інфаркту міокарда під час чемпіонату Нідерландів 1933 в місті Гаазі.